# Graniczna Placówka Kontrolna Krynki
Graniczna Placówka Kontrolna Krynki – pododdział Wojsk Ochrony Pogranicza pełniący służbę na przejściu granicznym ze Związkiem Radzieckim.

## Formowanie i zmiany organizacyjne
Graniczna Placówka Kontrolna Krynki funkcjonowała 1946 w strukturze Białostockiego Oddziału Wojsk Ochrony Pogranicza nr 6 jako kolejowy przejściowy punkt kontrolny.
W 1948 Graniczna Placówka Kontrolna nr 29 „Krynki” (kolejowa) podlegała 11 Brygadzie Ochrony Pogranicza. Od 1950 w ramach 22 Brygady WOP, a potem podlegała samodzielnemu oddziałowi zwiadowczemu WOP Białystok.